# Поленов, Алексей Яковлевич
Алексе́й Я́ковлевич Поле́нов (1 (12) октября 1738 — 10 (22) июля 1816) — русский юрист и правовед из рода Поленовых. Отец академика В. А. Поленова. Действительный статский советник.

## Биография
Родился 1 (12) октября 1738 года. Происходил из костромских дворян. Предки его были военными и получили поместья в награду за участие в походах. 
В 11 лет поступил в гимназию при Академии наук, а в 1754 году — в Университет при Академии. В университете изучал юриспруденцию и участвовал в переводе лифляндских законов и получил чин переводчика. За отличие в учёбе награждён шпагой. В 1762 году вместе с И. И. Лепёхиным был отправлен на учёбу за границу, где до 1767 года занимался римской историей и древностями, юридическими науками и французским языком. Обучался в Страсбурге, затем переехал в Гёттинген. В процессе обучения увлёкся историческими науками, чем вызвал большое неудовольствие членов Академии наук, видевших в А. Я. Поленове профессора кафедры правоведения. А. Я Поленов в письме пытался объяснить академикам необходимость для юриста исторического образования, чем ещё больше вызвал их неудовольствие. Поэтому по приезде из зарубежной командировки в Академию был оставлен без должности.
Числясь до 1771 года при Академии наук переводчиком, Поленов написал замечательное для того времени исследование «О крепостном состоянии крестьян в России Архивная копия от 14 сентября 2021 на Wayback Machine» на предложенную ещё в 1766 году Вольным экономическим обществом тему «Что полезнее для государства, чтобы крестьянин имел в собственности землю, или только движимое имение, и сколь далеко на то и другое вопрос простирается». В этом сочинении, увенчанном золотою медалью «с прописанием на оной имени автора», Поленов довольно подробно изложил печальные стороны крепостного состояния и предложил для исправления их обязательное обучение крестьян грамоте, указывал на необходимости уступки в их пользу части помещичьей земли «за определенную повинность и с ограниченным правом», рекомендуя и другие меры для улучшения общественного устройства и поднятия сельского хозяйства, нашедшие применение лишь значительно позже. Данное сочинение было признано « к напечатанию неудобным». Напечатано это рассуждение было 99 лет спустя в «Русском архиве» (1865, III).
Работа по проблемам крепостного права свидетельствует о развитых научных способностях автора, сумевшего обогнать время на целое столетие. Автор, указывая на недостатки крепостного права в России, предложил передать в пользу крестьян часть помещичьей земли «за определённую повинность и с ограниченным правом». При этом он считал необходимым ввести обязательное обучение крестьян грамоте, рекомендовал и другие меры для улучшения общественного устройства и поднятия сельского хозяйства.
Вместе с С. С. Башиловым А. Я. Поленов трудился, по поручению Академии, над изданием 2 частей Никоновой летописи (1768).
Последующие его труды ограничивались переводами:
- «Размышления о причинах величества римского народа и его упадка» Монтескьё,
- «Рассуждение о причинах установления или уничтожения законов» Фридриха II,
- «О свойстве нравов человеческих» Феофраста.

В 1769–1770 годах состоял редактором газеты «Санкт-Петербургские ведомости». Позже Поленов служил в Сенате (обер-секретарь 1-го (1780—1791; секретарь в 1771—1780) и 3-го (1791—1793) департаментов), Заемном банке и Комиссии составления законов Российской империи, где занимался разработкой уголовных законов. Составил, оставшуюся ненапечатанной, первую часть истории Мальтийского ордена.
Умер 10 (22) июля 1816 года. Похоронен на Волковском православном кладбище.
Его сыновья: Василий (1776—1851), Иван (1777—1784).